# 대한민국-미얀마 관계
대한민국과 미얀마는 1975년 5월 16일에 수교하였다. 수교 당시 미얀마의 국명은 버마였다. 1970년대까지는 북한에 우호적이였으나, 1980년대 후반부터는 남한에 우호적인 국가로 변하였다. 양국의 관계에서 아웅산 묘역 테러 사건은 남북과 미얀마가 얽힌 매우 복잡한 사건이기도 하다. 이 사건 때문에 미얀마는 북한과 단교하였으며, 대한민국 정부 인사의 일부가 사망하였다. 1989년 미얀마는 서울에 대사관을 설치하였다. 한국은 미얀마에게 예술, 체육, 문화, 교육 분야에서 다양한 지원과 교류를 하고 있으며, 인프라 및 공적개발원조 등 경제협력도 진행하고 있다. 또한 주한 아세안문화원에서 미얀마 문화에 대한 행사가 이뤄지고 있다. 미얀마 시위 (2021년~현재)가 발생함에 따라 미얀마 내부에서 한국에 대한 관심과 한국 내 미얀마에 대한 관심이 증가하고 있다.

## 관계 발전
- 1961년 총영사관 설치
- 1975년 외교관계 수립

## 같이 보기
- 아웅산 묘역 테러 사건
- 미얀마 시위 (2021년~현재)
- 대한민국의 대외 관계
- 미얀마의 대외 관계